# Magnus Gullerud
Magnus Gullerud, né le 13 novembre 1991 à Kongsvinger, est un joueur de handball international norvégien évoluant au poste de pivot.

## Palmarès

### En équipe nationale
- finaliste du championnat du monde 2017 en France